# سیبامد
سیبامد (انگلیسی: Sebamed) شرکت صنایع شیمیایی آلمانی است، که در سال ۱۹۵۷ تأسیس شد.